# Grå svalestær
Den grå svalestær (Artamus cinereus) er en svalestær fra Australien, Ny Guinea og Sundaøerne inkl. Timor. Den har en længde på 19 cm. Det er den mest udbredte svalestær.
Den grå svalestær har to underarter,
- Artamus cinereus cinereus
- Artamus cinereus albiventris